# Franz Meindel
Franz Meindel (* 11. September 1902 in Bamberg; † 4. Dezember 1983 ebenda) war ein deutscher Straßenbaumeister.
Meindel besuchte die Volks- und Berufsschule, machte die Lehre mit Meisterprüfung im Straßenbauhandwerk und war von 1927 an als selbstständiger Bauunternehmer für Straßen- und Tiefbau tätig. Von 1945 bis 1965 war er Obermeister des Bauhandwerks und Kreishandwerksmeister. Nachdem er 1965 zunächst zum Vizepräsidenten gewählt wurde, übte er von 1966 bis 1979 das Amt des Präsidenten der Handwerkskammer für Oberfranken und war danach deren Ehrenpräsident. Er war außerdem Gründungsmitglied und Aufsichtsratsvorsitzender der Volksbank Bamberg und von 1972 bis 1975 Mitglied des Bayerischen Senats.